# Synchita humeralis
Synchita humeralis är en skalbaggsart som först beskrevs av Fabricius 1793.  Synchita humeralis ingår i släktet Synchita, och familjen barkbaggar. Arten är reproducerande i Sverige.

## Bildgalleri

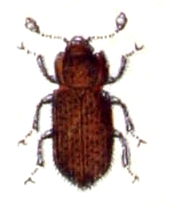